# وولتاگو آگوردینو
وولتاگو آگوردینو (به ایتالیایی: Voltago Agordino) یک کومونه در ایتالیا است که در استان بلونو واقع شده‌است. وولتاگو آگوردینو ۲۳٫۰ کیلومتر مربع مساحت و ۹۷۳ نفر جمعیت دارد.